# Topobates granifer
Topobates granifer är en kvalsterart som beskrevs av Grandjean 1958. Topobates granifer ingår i släktet Topobates och familjen Scheloribatidae. Inga underarter finns listade i Catalogue of Life.